# Université Paris-Dauphine

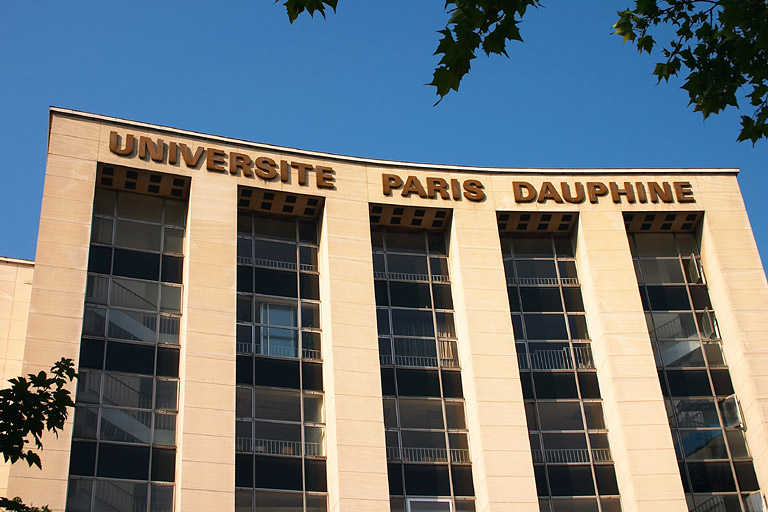

Université Paris-IX, lub Université Paris Dauphine – jeden z 13 autonomicznych uniwersytetów paryskich. Jego pełna nazwa to: Université de technologie en sciences des organisations et de la décision de Paris-Dauphine. Specjalizuje się w naukach o zarządzaniu i ekonomii. Jego siedziba mieści się w 16. okręgu Paryża przy Porte Dauphine (stacja metra o tej samej nazwie). Aneksy istnieją w La Défense i w Tunisie.